# Marcin Kozik
Marcin Andrzej Kozik – polski matematyk i informatyk, doktor habilitowany nauk matematycznych. 

## Życiorys
Specjalizuje się w algebrze, teorii złożoności obliczeniowej, informatyce teoretycznej oraz algorytmice. Adiunkt Instytutu Informatyki Analitycznej Wydziału Matematyki i Informatyki Uniwersytetu Jagiellońskiego.
Studia z informatyki ukończył na Uniwersytecie Jagiellońskim. Stopień doktorski uzyskał na amerykańskim Vanderbilt University w 2004 na podstawie pracy pt. On some complexity problems in finite algebras, przygotowanej pod kierunkiem prof. Ralpha McKenzie. Habilitował się na UJ w 2011 na podstawie oceny dorobku naukowego i rozprawy pt. Złożoność problemu spełnialności więzów. 
Swoje prace publikował w takich czasopismach jak m.in. „SIAM Journal on Computing”, „Journal of the ACM” „Algebra universalis”, „Theoretical Computer Science" oraz „Proceedings of the American Mathematical Society”.